# Carnage (komiksová postava)

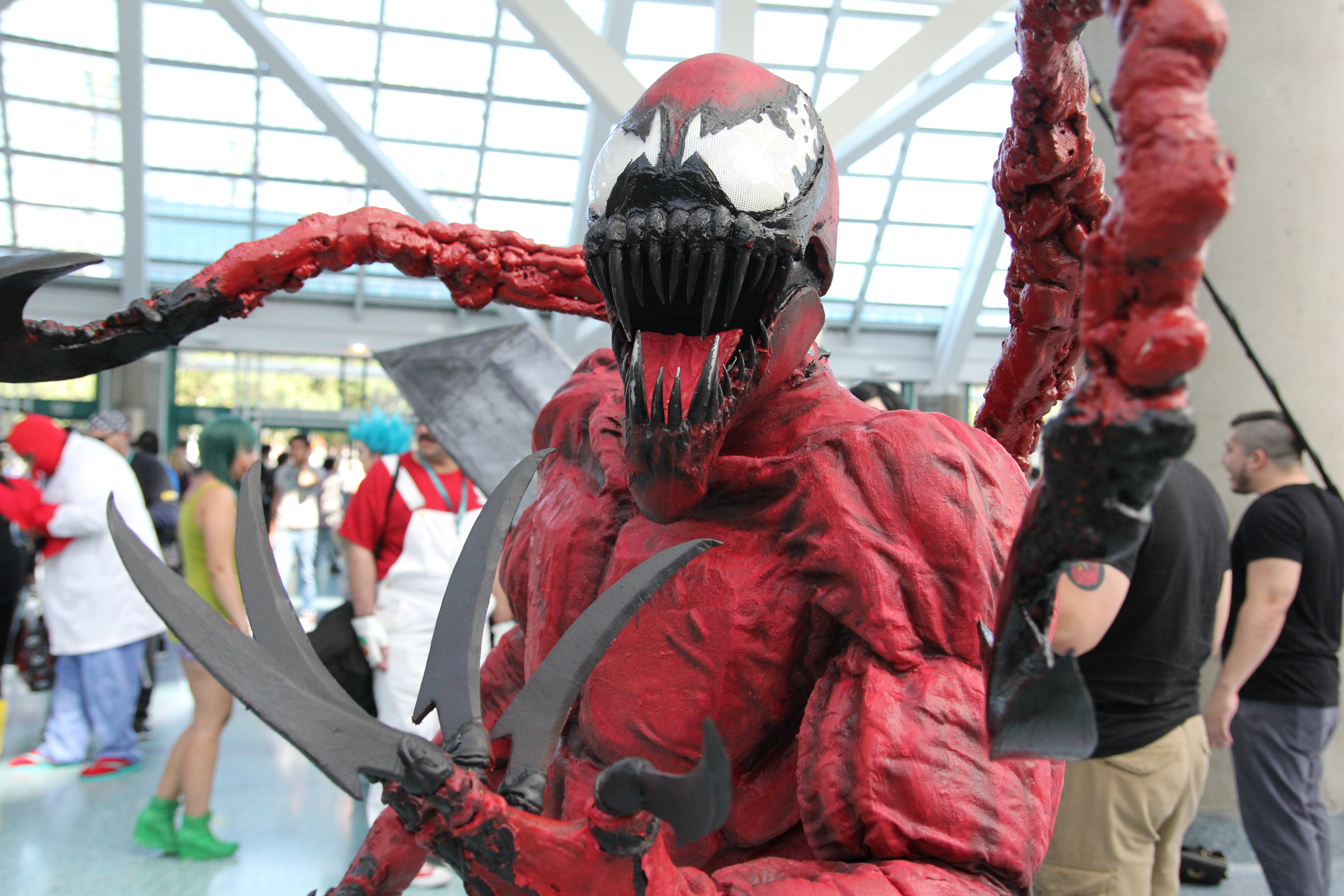
carnage

Carnage (chaos) je komiksová postava Davida Michelinieho vydavatelství Marvel Comics. Carnage je symbiont který pochází z asteroidu zvaného Klintár (v překladu klec).Jeho hostitel, Cletus Kasady, je vražedný psychopat. Je dosti možné, že Carnage se dočkáme v případném pokračování filmu Venom, protože Cletuse Kasadyho jsme mohli vidět v potitulkové scéně v již zmíněném filmu Venom.

## Fiktivní biografie
Původně to byl Cletus Kasady, bývalý masový vrah a blázen. Rok narození není přesně znám, ale je to kolem roku 1970–1980. Babičku na invalidním vozíku shodil ze schodů a matku zabil tím, že ji do vany hodil fén který byl zapojený v elektřině a on se kvůli tomu dal na dráhu zločinu. Přidal se k bohatému a poměrně velkému gangu a vyrostl z něj velmi dobrý nájemný vrah. Byl chycen při pokusu o atentát, odsouzen na doživotí a vsazen do vězení. Po pěti letech se z části zbláznil. Po 10 letech získal za spoluvězně Eddieho Brocka známého jako Venom, jenže bez jeho slizkého symbionta. Pak se stalo něco nečekaného — symbiont si přišel pro Brocka. Brock utekl, jenže trochu slizu z Eddieho symbionta se zachytilo na stěně a okamžitě pokrylo Kasadyho. Tak se zrodil Carnage. Na rozdíl od Venoma umí Carnage pár nových triků. Umí natahovat a tvarovat své končetiny např. do sekyry. Má červenou barvu a je štíhlý.

## Schopnosti
Je to extrémně silné stvoření a v porovnání s Venomem je rychlejší, mrštnější, silnější a umí se natahovat asi do 10 metrů (i když se uvádí, že jednou se natáhnul při souboji se Spider-Manem až do 20 metrů). Dále umí měnit své končetiny do různých tvarů (např. ostny místo prstů, které umí házet, meč, kuše, sekera a koule s ostny).
Jeho slabinou je vysoké horko a hlasité zvukové vlny mezi 4 a 6 kHz.